# Rio do Banho
O rio do Banho é um curso de água que banha o estado do Paraná.